# Miedziana Góra (powiat włoszczowski)
Miedziana Góra – wieś sołecka w Polsce położona w województwie świętokrzyskim, w powiecie włoszczowskim, w gminie Kluczewsko.
W latach 1975–1998 miejscowość należała administracyjnie do województwa piotrkowskiego.